# Montenegrijns voetbalelftal in 2011
Het Montenegrijns voetbalelftal speelde in totaal acht interlands in het jaar 2011, waaronder zes duels in de kwalificatiereeks voor het EK voetbal 2012 in Polen en Oekraïne. De selectie stond onder leiding van de Kroatische bondscoach Zlatko Kranjčar, die opstapte na de 2-1 nederlaag tegen Wales op 2 september. Hij werd opgevolgd door Branko Brnović. Doelman Mladen Božović en verdediger Stefan Savić waren de enige spelers die in 2011 in alle acht duels in actie kwamen, van de eerste tot en met de laatste minuut. Op de FIFA-wereldranglijst zakte Montenegro in 2011 van de 25ste (januari 2011) naar de 51ste plaats (december 2011).

## Balans
| Wedstrijden | Wedstrijden | Wedstrijden | Wedstrijden | Doelpunten | Doelpunten | Doelpunten | Punten |
| Gespeeld    | Winst       | Gelijk      | Verlies     | Voor       | Tegen      | Saldo      | Punten |
| ----------- | ----------- | ----------- | ----------- | ---------- | ---------- | ---------- | ------ |
| 8           | 1           | 2           | 5           | 7          | 13         | –6         | 0.500  |

## Interlands
|                                                              |                    |       |             |                                                                                         |
| 25 maart Vriendschappelijk № 33 «onderlinge duels» 17:00 uur | Montenegro         | 1 – 0 | Oezbekistan | Stadion Pod Goricom, Podgorica Toeschouwers: 6.000 Scheidsrechter: Vlado Glođović (SRB) |
| 25 maart Vriendschappelijk № 33 «onderlinge duels» 17:00 uur | Simon Vukčević 90' |       |             | Stadion Pod Goricom, Podgorica Toeschouwers: 6.000 Scheidsrechter: Vlado Glođović (SRB) |

|                                                          |                     |       |                  |                                                                                      |
| 4 juni EK-kwalificatie № 34 «onderlinge duels» 19:30 uur | Montenegro          | 1 – 1 | Bulgarije        | Stadion Pod Goricom, Podgorica Toeschouwers: 12.000 Scheidsrechter: Alon Yefet (ISR) |
| 4 juni EK-kwalificatie № 34 «onderlinge duels» 19:30 uur | Radomir Đalović 53' |       | 66' Ivelin Popov | Stadion Pod Goricom, Podgorica Toeschouwers: 12.000 Scheidsrechter: Alon Yefet (ISR) |

|                                                                 |                                                    |       |                                   |                                                                                    |
| 10 augustus Vriendschappelijk № 35 «onderlinge duels» 19:00 uur | Albanië                                            | 3 – 2 | Montenegro                        | Loro Boriçi Stadion, Shkodër Toeschouwers: 5.500 Scheidsrechter: Anton Genov (BUL) |
| 10 augustus Vriendschappelijk № 35 «onderlinge duels» 19:00 uur | Erjon Bogdani 33' Jahmir Hyka 64' Hamdi Salihi 69' |       | 40' Stefan Savić 49' Stefan Savić | Loro Boriçi Stadion, Shkodër Toeschouwers: 5.500 Scheidsrechter: Anton Genov (BUL) |

|                                                               |                                    |       |                    |                                                                                     |
| 2 september EK-kwalificatie № 36 «onderlinge duels» 19:45 uur | Wales                              | 2 – 1 | Montenegro         | Cardiff City Stadium, Cardiff Toeschouwers: 17.500 Scheidsrechter: Luca Banti (ITA) |
| 2 september EK-kwalificatie № 36 «onderlinge duels» 19:45 uur | Steve Morison 29' Aaron Ramsey 50' |       | 71' Stevan Jovetić | Cardiff City Stadium, Cardiff Toeschouwers: 17.500 Scheidsrechter: Luca Banti (ITA) |

|                                                             |                                          |       |                                  |                                                                                          |
| 7 oktober EK-kwalificatie № 37 «onderlinge duels» 20:00 uur | Montenegro                               | 2 – 2 | Engeland                         | Stadion Pod Goricom, Podgorica Toeschouwers: 12.700 Scheidsrechter: Wolfgang Stark (GER) |
| 7 oktober EK-kwalificatie № 37 «onderlinge duels» 20:00 uur | Elsad Zverotić 45' Andrija Delibašić 90' |       | 11' Ashley Young 31' Darren Bent | Stadion Pod Goricom, Podgorica Toeschouwers: 12.700 Scheidsrechter: Wolfgang Stark (GER) |

|                                                              |                                            |       |            |                                                                                       |
| 11 oktober EK-kwalificatie № 38 «onderlinge duels» 19:15 uur | Zwitserland                                | 2 – 0 | Montenegro | St. Jakob-Park, Bazel Toeschouwers: 19.997 Scheidsrechter: Olegário Benquerença (POR) |
| 11 oktober EK-kwalificatie № 38 «onderlinge duels» 19:15 uur | Eren Derdiyok 51' Stephan Lichtsteiner 65' |       |            | St. Jakob-Park, Bazel Toeschouwers: 19.997 Scheidsrechter: Olegário Benquerença (POR) |

|                                                                         |                                    |       |            |                                                                                 |
| 11 november EK-kwalificatie Play-offs № 39 «onderlinge duels» 20:15 uur | Tsjechië                           | 2 – 0 | Montenegro | Stadion Letná, Praag Toeschouwers: 14.560 Scheidsrechter: Martin Atkinson (ENG) |
| 11 november EK-kwalificatie Play-offs № 39 «onderlinge duels» 20:15 uur | Václav Pilař 63' Tomáš Sivok 90+2' |       |            | Stadion Letná, Praag Toeschouwers: 14.560 Scheidsrechter: Martin Atkinson (ENG) |

|                                                                         |            |                  |          |                                                                                          |
| 15 november EK-kwalificatie Play-offs № 40 «onderlinge duels» 20:15 uur | Montenegro | 0 – 1            | Tsjechië | Stadion Pod Goricom, Podgorica Toeschouwers: 11.000 Scheidsrechter: Nicola Rizzoli (ITA) |
| 15 november EK-kwalificatie Play-offs № 40 «onderlinge duels» 20:15 uur |            | 81' Petr Jiráček |          | Stadion Pod Goricom, Podgorica Toeschouwers: 11.000 Scheidsrechter: Nicola Rizzoli (ITA) |

## FIFA-wereldranglijst
| JAN | FEB | MAA | APR | MEI | JUN | JUL | AUG | SEP | OKT | NOV | DEC |
| --- | --- | --- | --- | --- | --- | --- | --- | --- | --- | --- | --- |
| 25  | 25  | 25  | 24  | 24  | 16  | 17  | 19  | 26  | 39  | 51  | 51  |

## Statistieken
| Mladen Božović    | 1984-08-01 | Videoton FC           | 8 | 0 | 0 | 22 | 0  |
| Verdediging       |            |                       |   |   |   |    |    |
| Stefan Savić      | 1991-01-08 | Manchester City       | 8 | 0 | 2 | 12 | 2  |
| Elsad Zverotić    | 1986-10-31 | Young Boys Bern       | 6 | 2 | 1 | 27 | 2  |
| Miodrag Džudović  | 1979-09-06 | Spartak Naltsjik      | 4 | 0 | 0 | 18 | 0  |
| Savo Pavićević    | 1980-12-11 | Maccabi Tel Aviv      | 4 | 0 | 0 | 28 | 0  |
| Radoslav Batak    | 1977-08-15 | Mogren Budva          | 3 | 1 | 0 | 25 | 1  |
| Milan Jovanović   | 1983-07-21 | Spartak Naltsjik      | 2 | 2 | 0 | 28 | 0  |
| Saša Balić        | 1990-01-29 | Kryvbas Kryvy Rih     | 2 | 1 | 0 | 3  | 0  |
| Marko Baša        | 1982-12-29 | Lille OSC             | 2 | 0 | 0 | 14 | 1  |
| Luka Pejović      | 1985-07-31 | Jagiellonia Białystok | 2 | 0 | 0 | 22 | 1  |
| Ivan Fatić        | 1988-08-21 | Empoli FC             | 0 | 1 | 0 | 6  | 0  |
| Middenveld        |            |                       |   |   |   |    |    |
| Nikola Drinčić    | 1984-09-07 | FK Krasnodar          | 6 | 0 | 0 | 24 | 1  |
| Milorad Peković   | 1977-08-05 | SpVgg Greuther Fürth  | 5 | 0 | 0 | 27 | 0  |
| Vladimir Božović  | 1981-11-13 | Rapid Boekarest       | 4 | 3 | 0 | 29 | 0  |
| Simon Vukčević    | 1986-01-29 | Blackburn Rovers      | 4 | 2 | 1 | 32 | 2  |
| Mladen Kašćelan   | 1983-02-13 | PFK Ludogorets        | 3 | 1 | 0 | 17 | 0  |
| Marko Ćetković    | 1986-07-10 | Jagiellonia Białystok | 1 | 1 | 0 | 3  | 0  |
| Mitar Novaković   | 1981-09-27 | Amkar Perm            | 1 | 1 | 0 | 19 | 0  |
| Branko Bošković   | 1980-06-21 | Hapoel Be'er-Sheva    | 1 | 0 | 0 | 23 | 1  |
| Petar Grbić       | 1988-08-07 | Hapoel Be'er-Sheva    | 0 | 3 | 0 | 3  | 0  |
| Aanval            |            |                       |   |   |   |    |    |
| Stevan Jovetić    | 1989-11-02 | AC Fiorentina         | 5 | 1 | 1 | 19 | 7  |
| Radomir Đalović   | 1982-10-29 | Amkar Perm            | 5 | 1 | 1 | 26 | 7  |
| Mirko Vučinić     | 1983-10-01 | Juventus              | 5 | 0 | 3 | 27 | 11 |
| Fatos Bećiraj     | 1988-05-05 | Dinamo Zagreb         | 4 | 0 | 0 | 14 | 1  |
| Dejan Damjanović  | 1981-07-27 | FC Seoul              | 3 | 2 | 0 | 13 | 2  |
| Andrija Delibašić | 1981-04-24 | Rayo Vallecano        | 0 | 7 | 1 | 14 | 2  |